# Список наймасивніших астероїдів
У цій статті наведено 16 наймасивніших астероїдів, для яких виміряна маса.
Маса Церери становить третину приблизної маси поясу астероїдів і лише вдвічі менша за наступні 15 разом узятих. Маси астероїдів оцінюються на основі збурень, які вони викликають на орбітах інших астероїдів, за винятком астероїдів, які були цілями космічних місій або мають спостережуваний супутник, що дає можливість прямого обчислення маси. Різні набори астрометричних спостережень призводять до різних визначень маси; найбільшою проблемою є врахування сукупних збурень, спричинених усіма меншими астероїдами.
Список не містить деяких астероїдів (наприклад, 423 Діотіма), які потенційно можуть у нього входити, оскільки їхня маса ще не була розрахована з достатньою точністю.

## Список
| Назва          | Маса(×1018 кг) | Похибка та діапазон значень маси | Частка від маси усіх астероїдів |
| 1 Церера       | 938,35         | 0,001 % (938,34—938,36)          | 39 %                            |
| 4 Веста        | 259,076        | 0,0004 % (259,075—259,077)       | 10,80 %                         |
| 2 Паллада      | 204            | 1,5 % (201—207)                  | 8,50 %                          |
| 10 Гігея       | 87             | 8 % (80—94)                      | 3,60 %                          |
| 704 Інтерамнія | 35             | 14 % (30—40)                     | 1,50 %                          |
| 15 Евномія     | 30             | 6 % (29—32)                      | 1,30 %                          |
| 3 Юнона        | 27             | 9 % (25—29)                      | 1,10 %                          |
| 511 Давида     | 27             | 27 % (19—34)                     | 1,10 %                          |
| 52 Європа      | 24             | 16 % (20—28)                     | 1,00 %                          |
| 16 Психея      | 23             | 13 % (20—26)                     | 1,00 %                          |
| 532 Геркуліна  | ≈ 23           | —                                | ≈ 1 %                           |
| 31 Евфросіна   | 17             | 18 % (14—19)                     | 0,70 %                          |
| 65 Кібела      | 15             | 12 % (13—17)                     | 0,60 %                          |
| 87 Сільвія     | 14,76          | 0,4 % (14,70—14,82)              | 0,60 %                          |
| 7 Ірида        | 14             | 17 % (11—16)                     | 0,60 %                          |
| 29 Амфітріта   | 13             | 16 % (11—15)                     | 0,50 %                          |
| 6 Геба         | 12             | 20 % (10—15)                     | 0,50 %                          |
| 88 Тісба       | 12             | 20 % (9—14)                      | 0,50 %                          |
| 107 Камілла    | 11,2           | 1 % (11,1—11,3)                  | 0,50 %                          |
| 324 Бамберга   | 10             | 9 % (9—11)                       | 0,40 %                          |
| Σ              | 1781           | —                                | 74 %                            |